# Harold E. Brooks
Pour les articles homonymes, voir Brooks.
Harold Edward Brooks est un météorologue américain dont les recherches se concentrent sur les orages et les tornades, leur climatologie et leur prévision.

## Biographie
Brooks a d'abord étudié au William Jewell College (Missouri) en physique et mathématiques, obtenant un BA avec mention summa cum laude en 1982. Il a en même temps étudié à l'Université de Cambridge, passant la partie 1 des tripos en archéologie et anthropologie en 1980. En 1985, il a obtenu une maîtrise de l'Université Columbia en sciences de l'atmosphère, au sein du département des sciences géologiques. Il a poursuivi par des études doctorales à l'Université de l'Illinois à Urbana-Champaign et obtenu un PhD en 1990, sa thèse portait le titre Low-level Curvature Shear and Supercell Thunderstorm Behavior (Courbure du cisaillement dans l'hodographe près de la surface dans le comportement des orages supercellulaires).
Pendant ses études, Brooks a eu divers postes d'assistants aux universités où il est passé. Il a rejoint le National Severe Storms Laboratory (NSSL) en tant que météorologue de recherche en 1991 après son doctorat. Il est également professeur adjoint de météorologie à l'université de l'Oklahoma.
En plus de son travail de recherche, Harold Brooks collabore ou a collaboré comme éditeur aux journaux scientifiques Weather and Forecasting et Monthly Weather Review. Il a participé à l'organisation de plusieurs conférences et groupes d'experts sur les orages violents de l'American Meteorological Society et d'autres organisations. Il a été membre de l'équipe d'évaluation du Projet de démonstration des prévisions pour les Jeux olympiques d'été de 2000 à Sydney (Australie).

## Reconnaissance
Brooks fut élu Fellow de l'American Meteorological Society (AMS) en 2010 et Fellow de la Royal Meteorological Society (RMetS) en 1996. Il a reçu de nombreuses récompenses dont trois NOAA Research Outstanding Paper Award, la médaille d'argent du département du Commerce des États-Unis en 2002 et le NOAA Administrator 's Award en 2007. Les derniers en dates sont l’European Severe Storms Laboratory Nikolai Dotzek Award en 2015 et le NOAA Distinguished Career Award en 2021.
Il est un contributeur à la section Physique du Quatrième rapport d'évaluation du GIEC qui a a reçu le prix Nobel de la paix 2007.
Il a été consultant pour le film Twister de 1996 et les documentaires Bionik, Top 100 Weather Moments ainsi que Weather Top Tens.